# 疣鱗魨
疣鱗魨（學名：Canthidermis maculata），又稱卵圆疣鱗魨、大鱗皮剝魨，俗名黑砲彈、斑點砲彈、疣板機魨是輻鰭魚綱魨形目鱗魨亞目鱗魨科的其中一種。

## 分布
本魚分布於全球熱帶海域。

## 深度
水深1-110公尺。

## 特徵
本魚體呈長橢圓形，體稍延長，口端位，眼睛前方有一縱溝，背鰭兩個，第一背鰭位於鰓孔上方，第一背鰭第一棘粗短，第二棘細長；第二背鰭及臀鰭的前方軟條特別延長，尾鰭截形，上下葉較突出，體橢圓，齒白色，具缺刻。體披骨質鱗片，尾柄具具小棘列。幼魚體高較高，第二背鰭及尾鰭鰭條不延長，尾截形，體呈藍色，頭及體側有許多小於眼徑的白點散布。體色隨年齡而有所改變，背鰭硬棘3枚、背鰭軟條23-25枚、臀鰭軟條20-22枚，體長可達50公分。

## 生態
本魚多在表層活動，隨海流來往，以水母、浮游生物為食，通常成對或成小群活動。

## 經濟利用
可食用，但肉可能有累積熱帶魚毒，可能會引起食物中毒，故多作為觀賞魚。